# Карелин, Пётр Петрович
Пётр Петро́вич Каре́лин (1923—1990) — сержант Рабоче-крестьянской Красной Армии, участник Великой Отечественной войны, Герой Советского Союза (1943).

## Биография
Родился 15 марта 1923 года в деревне Казарина Верхотурского уезда (позднее входила в Алапаевский район Свердловской области, ныне — не существует).
Получил начальное образование, после чего работал на Мантуровском лесоучастке.
В марте 1940 года призван на службу в Рабоче-крестьянскую Красную Армию. С июня 1941 года — на фронтах Великой Отечественной войны. К сентябрю 1943 года гвардии красноармеец Пётр Карелин был разведчиком-наблюдателем 156-го гвардейского артиллерийского полка 77-й гвардейской стрелковой дивизии 61-й армии Центрального фронта. Отличился во время битвы за Днепр.
27 сентября 1943 года одним из первых в своём подразделении переправился через Днепр в районе села Неданчичи Репкинского района Черниговской области Украинской ССР и провёл разведку целей, умело корректируя огонь артиллерии своего полка. В тех боях Карелин получил ранение, но продолжал выполнять боевую задачу.
Указом Президиума Верховного Совета СССР от 16 ноября 1943 года гвардии красноармеец Пётр Карелин был удостоен высокого звания Героя Советского Союза с вручением ордена Ленина и медали «Золотая Звезда». Также награждён орденом Отечественной войны 1-й степени и рядом медалей, в том числе «За отвагу» (03.10.1943), «За оборону Сталинграда» (22.12.1942), «За победу над Германией в Великой Отечественной войне 1941—1945 гг.».
После окончания войны в звании сержанта Карелин был демобилизован. Проживал в посёлке Верхняя Синячиха Алапаевского района Свердловской области, работал подручным сталевара на местном металлургическом заводе.
Умер 25 августа 1990 года, похоронен на Новом кладбище в Верхней Синячихе.

## Память
- 5 мая 2015 года в Верхней Синячихе открыта мемориальная доска П. П. Карелину[3].